# Tamara Gurju Khatun
Tamara Gurju Khatun (gruzínsky: გურჯი-ხათუნი) byla gruzínská královská princezna z dynastie Bagrationů, po svatbě rúmská sultánka a patronka. 

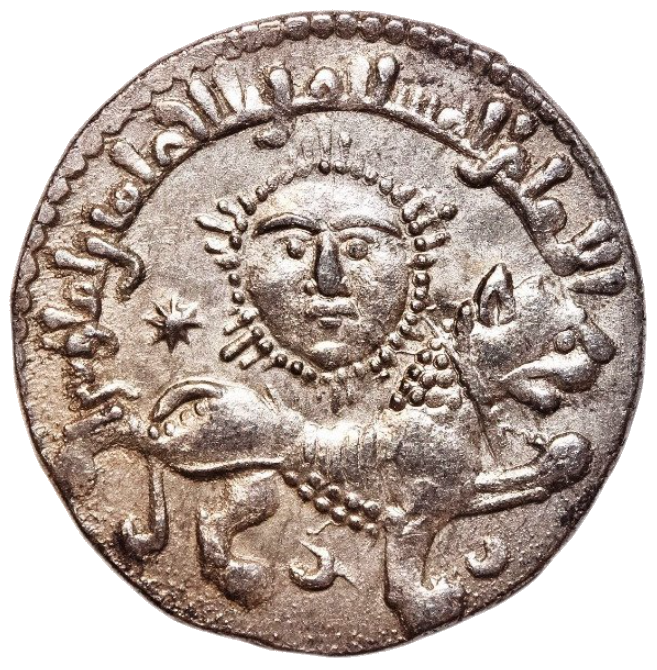
Rub stříbrného dináru symbolizující Tamaru Gurju Khatun

## Život
Princezna se narodila v Gruzii. Jméno Tamara (gruzínsky: თამარი) dostala po své babičce Tamaře Gruzínské. Titul Gurju Khatun znamená v turkických jazycích "gruzínská dáma.“
Byla dcerou seldžuckého prince Ghia ad-Dina, vnuka krále Kilije Arslana II., a jeho manželky Rusudan Gruzínské. Jejím bratrem byl David VI. Gruzínský.
Jako většinu Gruzínců té doby, vychovali princeznu jako východní ortodoxní křesťanku. V dospělosti však konvertovala k Islámu, když ji její vlastní matka obvinila z udržování mileneckého poměru s jejím bratrancem Davidem Ulu, který měl kvůli Tamaře ukončit své do té doby poklidné manželství. Když aféra vyšla najevo, údajně ji David Ulu zbil a přinutil ji vzdát se původní víry. Ovšem to, k jaké denominaci islámu konvertuje, bylo ponecháno na její volbě. Tamara Gurju Khatun si vybral súfismus.
Po přijetí islámu jí rodina našla muslimského manžela, sultána Kakusrawa II., který byl jejím vzdýáleným bratrancem. Svatba se konala v roce 1237. Slunce na tehdejších seldžuckých mincích symbolizuje Tamaru, zatímco lev symbolizuje samotného sultána. Tento znak známý jako shir-u hurshid (Lev a Slunce) se později rozšířil po islámském světě. Z tohoto manželství se narodilo přinejmenším jedno dítě (možná jich bylo více, ale v této době se často nepsalo o dětech, které zemřely krátce po narození) a to syn Kayqubad II. (1238 – 1256), který se po otcově smrti v roce 1249 stal sultánem.
Po smrti Kakusrawa v roce 1246 se vlády nad sultanátem zmocnil anatolijský státník Mu'in al-Din Parwana. Ovdovělá Tamara se za něho patrně z politických důvodů provdala a porodila mu syna Mehmeda Beye.
Když Mu'in al-Din Parwan o tři roky později zemřel, na trůn se dostal její první syn Kaygubad. Potřetí se princezna Tamara nevdala.
O Tamaře Gurju Khatun je známo, že podporovala vědu a umění. Přátelila se se slavnými umělci, například súfijským básníkem Rúmím. Dokonce finančně podpořila stavbu jeho hrobky v Konye.
Zemřela v roce 1286.